# Ольшанка (Черниговская область)
Ольшанка (укр. Вільшанка) — село в Семёновском районе Черниговской области Украины. Население 69 человек. Занимает площадь 0,31 км². Расположено на реке Слот при впадении притока Лубна.
Код КОАТУУ: 7424786003. Почтовый индекс: 15471. Телефонный код: +380 4659.

## Власть
Орган местного самоуправления — Старогутковский сельский совет. Почтовый адрес: 15470, Черниговская обл., Семёновский р-н, с. Старая Гутка, ул. Центральная, 2.